# Kopalnia Węgla Kamiennego Paryż
Kopalnia Węgla Kamiennego Paryż (niem. Paris Grube, od 1945 do 1989 roku Generał Zawadzki) – kopalnia węgla kamiennego w Dąbrowie Górniczej, działająca w latach 1876–1996.

## Historia

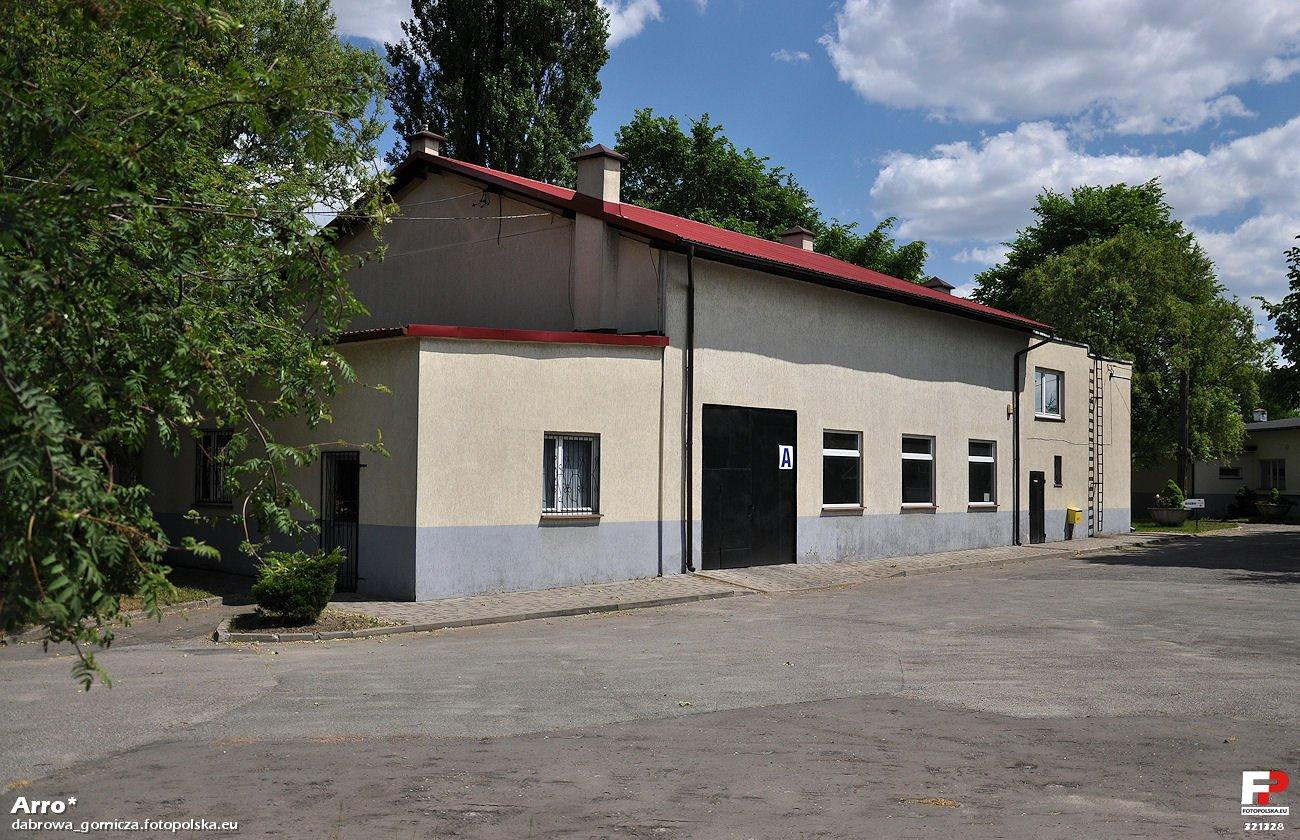
Budynek maszynowni szybu Mariusz kopalni Flora (stan w 2012 r.)

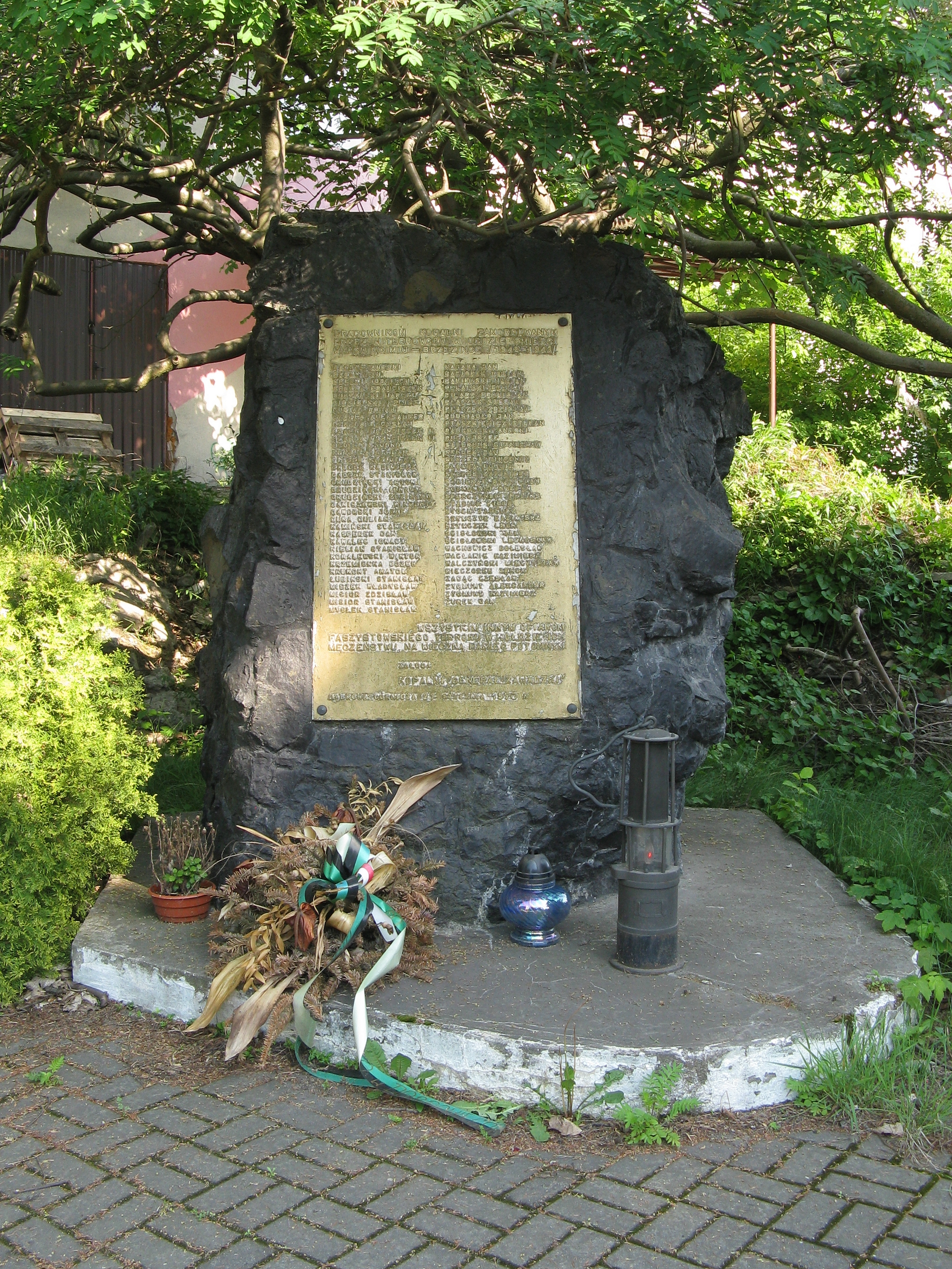
Pomnik na terenie zakładu pamięci pracowników kopalni zamordowanych w KL Auschwitz-Birkenau (stan w 2018 r.)

Kopalnia powstała w wyniku połączenia kopalni Łabęcki, założonej w 1865 oraz kopalni Nowa, założonej w 1867 . Kopalnie zostały zakupione w 1876 razem z Kompanią Koszelew przez oficerów rosyjskich Plemiannikowa i Riesenkampfa, a następnie wydzierżawione Towarzystwu Francusko-Włoskiemu Dąbrowskich Kopalń Węgla . Dawne kopalnie były początkowo eksploatowane odkrywkowo: „Łabęcki” do 1880, a „Nowa” do 1914 . Od 1876 pod nazwą „Nowa-Łabęcki”. Do nowego zakładu przyłączono również kopalnię Koszelew. W 1884 wybudowano szyb Paryż. W 1942 kopalnię przejął koncern Preussag . W 1922 wystąpiono z propozycją utworzenia rezerwatu geologicznego wychodni węgla pokładu „Reden”, o miąższości ok. 20 m. Jest to jedna z najwcześniejszych prób ochrony wychodni węgla.
W 1928 rozpoczęto na Pogorii budowę kolonii robotniczej dla pracowników kopalni, mimo że pierwsze plany pojawiły się już 1923. Powstało 17 wielorodzinnych ceglanych domów robotniczych. Osiedle ukończono w 1932.
Po wojnie znacjonalizowana, włączona do Dąbrowskiego Zjednoczenia Przemysłu Węglowego. Od 1945 nosiła nazwę KWK „Generał Zawadzki” (od Aleksandra Zawadzkiego, międzywojennego pracownika kopalni ). W czerwcu 1945 do zakładu wcielono: kopalnie „Mars”, „Flora”, „Reden” i kopalnię odkrywkową „Brzozowica” . W lipcu 1969 doszło do katastrofy – do wyrobisk przedostało się 90 tys. m³ wody i mułu z osadnika „Jadwiga II”. Uwięzionych zostało od 89 do 119 górników. By podtrzymać ich organizmy w lepszej kondycji, użyto kanału podchodnikowego, którym w piłeczkach ping pongowych przetaczano witaminy. Akcja ratunkowa powiodła się, zginęła jedna osoba, reszta została uwolniona.
Zobacz: Katastrofa w kopalni „Generał Zawadzki”.
Minister przemysłu i handlu 19 sierpnia 1993 roku wydał rozporządzenie, w którym zapowiedział zamknięcie kopalni. Wydobycie zakończono 30 czerwca 1995 . Zlikwidowana 31 grudnia 1996 . Po 1989 powrót do nazwy KWK „Paryż” .
W wyniku restrukturyzacji KWK „Paryż” w 1994 roku powstał Zakład Przeróbki Mechanicznej Węgla „Dąbrowa” sp. z o.o. (ZPMW) z własną bocznicą kolejową, z którego w 2008 roku wydzielona została spółka Carbo-Proces Recykling sp. z o.o .

## Wydobycie
- 1900 – 448744 t[2]
- 1913 – 660332 t[2]
- 1938 – 670443 t[2]
- 1970 – 2035993 t[2]
- 1979 – 2090436 t[2]